# CAIC WZ-10
Il CAIC WZ-10 (Wuzhuang Zhisheng-10) è un elicottero d'attacco sviluppato e prodotto dall'azienda Changhe Aircraft Industries Corporation (CAIC) nella Repubblica Popolare Cinese. Creato principalmente per compiere missioni anticarro, si presuppone possa avere anche una seconda capacità nel combattimento aria-aria.

## Sviluppo

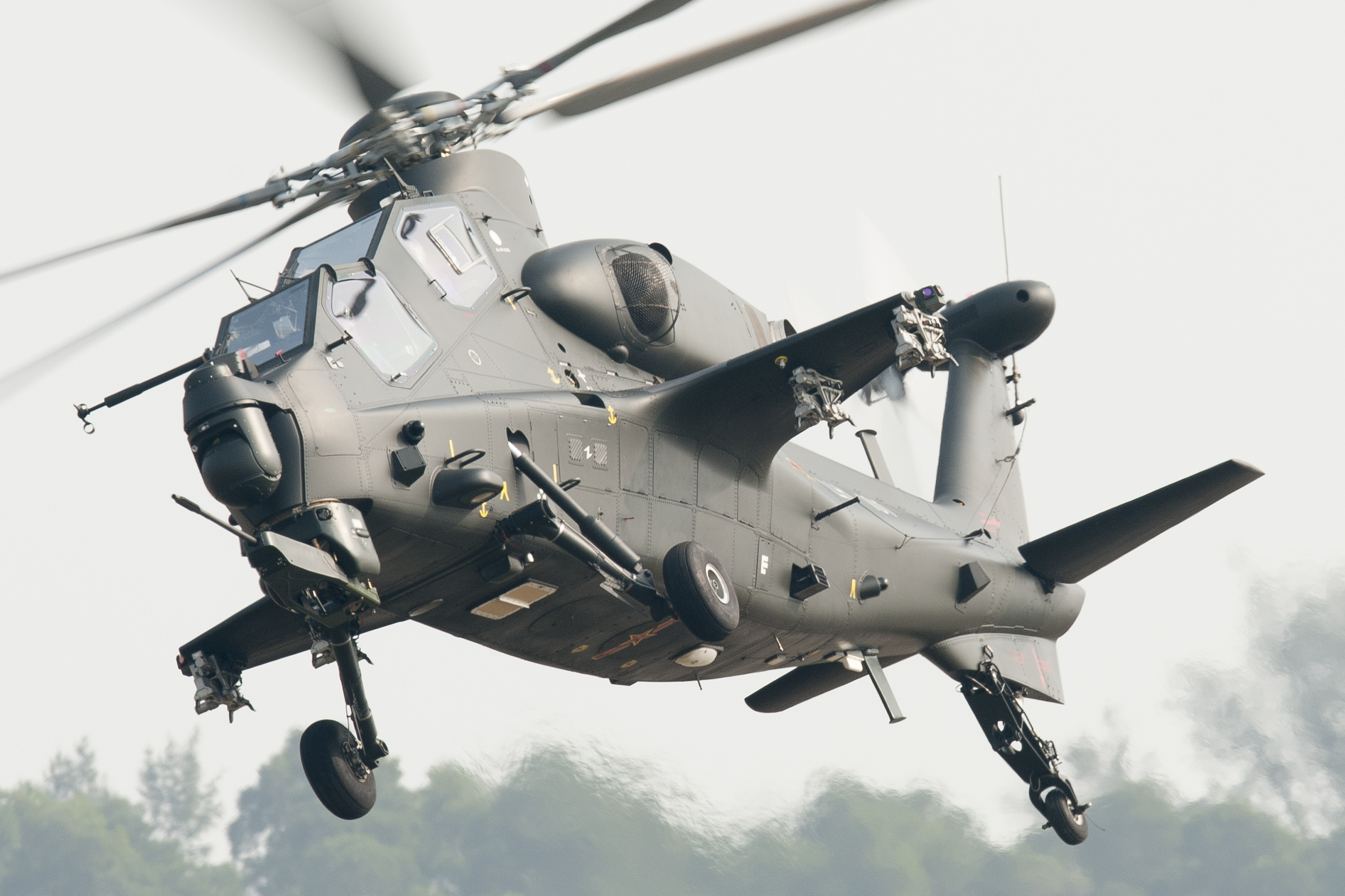
Un WZ-10 in volo, si possono notare gli stub alari dove vanno riposti gli armamenti e il cannoncino posto nel muso

Molto poco si sa sulla storia dello sviluppo del WZ-10 perché il progetto è stato tenuto sotto una stretta riservatezza. Il programma ha avuto inizio nel 1998 per rimpiazzare gli elicotteri WZ-9 attualmente in servizio nell'Esercito Popolare di Liberazione cinese.
Un'altra possibile alternativa è che il programma WZ-10 è stato nascosto sotto il programma China Medium Helicopter (CHM) iniziato nel 1994 con gli istituti di ricerca 602 e 608. Nell'ambito di questo programma apparentemente civile, diversi produttori occidentali di elicotteri, Eurocopter (design del rotore, consulenza), Pratt & Whitney Canada (turboalbero PT6C) e AgustaWestland (trasmissione), sono state in grado di fornire consulenza tecnica al programma. L'entrata in servizio dell'elicottero d'attacco WZ-10 è per il 2008.

## Design
Una fotografia recentemente pubblicata su Internet ha consentito alcune osservazioni generali su design del WZ-10. Il WZ-10 ha una classica struttura da elicottero d'attacco, con il pilota e l'ufficiale addetto all'armamento (WSO, Weapons System Officer) seduti in tandem, con cockpit allargato. È presente un rotore principale a cinque pale, assieme ad un rotore a quattro pale posizionato in coda. L'armamento di bordo consiste in un cannone posizionato nella parte inferiore del muso dell'elicottero (è possibile che abbia un calibro di 30 mm) e due alette posizionate ai lati del velivolo consentono l'attaccamento di altre armi, come razzi e missili.
Le alette ai lati dell'elicottero hanno uno o due punti d'aggancio, che possono essere portati ad un totale di quattro. Missili anticarro sono caricati probabilmente in gruppi di quattro, e potrebbero essere del tipo HJ-9 (comparabile all'americano TOW). È possibile anche che il velivolo monti i nuovi missili anticarro HJ-10. Questi ultimi migliorano notevolmente le capacità anticarro del WZ-10, dato che l'HJ-10 ha caratteristiche simili al missile anticarro americano Hellfire.
È configurato con rotore principale a cinque pale e 2 rotori di coda con pale a X.
Il WZ-10, conosciuto anche soltanto come Z-10, è stato dotato del YH-96, un Electronic Warfare System che in caso di guerra elettronica gli permette di disturbare segnali attraverso un jamming pod BM / KG300G.

## Servizio

### Cina
Fonti cinesi rivelano che il People’s Liberation Army (PLA, Zhōnggúo Rénmín Jiěfàngjūn) ha equipaggiato con i primi elicotteri d'attacco WZ-10 il 13º Gruppo d'Armata del Western Theatre Command.

### Pakistan
Con un accordo siglato nel gennaio 2015, la Cina ha trasferito tre esemplari al Pakistan, che, attualmente, li utilizza per test e formazione sulla manutenzione in una base dell'esercito pakistano a Qasim/Dhamial.

## Utilizzatori
Cina
- Esercito Popolare di Liberazione

 Pakistan
- Pak Fauj

3 Z-10 forniti a scopo valutativo nel 2015, ma restituiti dopo che le prove, svoltesi in siti ad alta quota e in aree sopra i 4.000 metri, rivelarono i limiti dei motori WZ-9 allora installati, che erogavano solo 957 kilowatt, rendendo impraticabile un equipaggiamento completo in condizioni di alta quota. Alcune fonti riferivano che gli esemplari ordinati sarebbero stati 17 e con addirittura già sei esemplari in servizio dal 2022. Solo a luglio 2025, dopo il rilascio di immagini da parte dei media pakistani, l'entrata in servizio dello Z-10ME è stata ufficializzata, anche se non è stato specificato il numero degli esemplari ordinati.

## Elicotteri comparabili
- Bell AH-1 SuperCobra
- Boeing AH-64 Apache
- Denel AH-2 Rooivalk
- AgustaWestland AW129
- Eurocopter Tiger
- Eurocopter Panther
- HAL Light Combat Helicopter
- Kawasaki OH-1
- Kamov Ka-50
- Mil Mi-24
- Mil Mi-28